# 福島県道341号別舟渡線
福島県道341号別舟渡線（ふくしまけんどう341ごう わかれふなとせん）は、福島県耶麻郡西会津町から河沼郡会津坂下町に至る一般県道である。

## 路線概要
- 起点：耶麻郡西会津町大字束松字反場
- 終点：河沼郡会津坂下町大字高寺船渡
- 総延長：8.595km[1]
  - 実延長：8.397km
- 路線認定年月日：1959年8月31日[2]

明治時代に当時の福島県令である三島通庸により開削された会津三方道路が開通するまで、江戸時代より越後街道として用いられてきた街道である。束松峠を超える区間は車両交通が不可能な山道であり、現在は歩く県道としての整備が検討されている。

### 重用区間
- 福島県道151号山都柳津線（河沼郡会津坂下町束松字諏訪田～同町束松字町屋敷丙）

### 自動車交通不能区間
- 耶麻郡西会津町束松～河沼郡会津坂下町束松（延長3.6km）[3]

### 冬期交通不能区間
- 耶麻郡西会津町束松字軽沢丁地内（延長0.5km）[3]

## 地理

### 通過する自治体
- 耶麻郡西会津町 － 河沼郡会津坂下町

### 接続・交差する道路
- 西会津町内
- 国道49号（束松字反場）
- 会津坂下町内
  - 福島県道151号山都柳津線 喜多方方面（束松字諏訪田）
  - 福島県道151号山都柳津線 柳津方面（束松字町屋敷丙）
  - 福島県道340号上郷舟渡線（高寺字船渡 終点）

## 沿線
- 片門郵便局
- 只見川

### 道路施設
- 片門橋（只見川）